# Siedlung Neundorf
Die Siedlung Neundorf ist ein Stadtteil von Plauen im Stadtgebiet West.

## Geographie

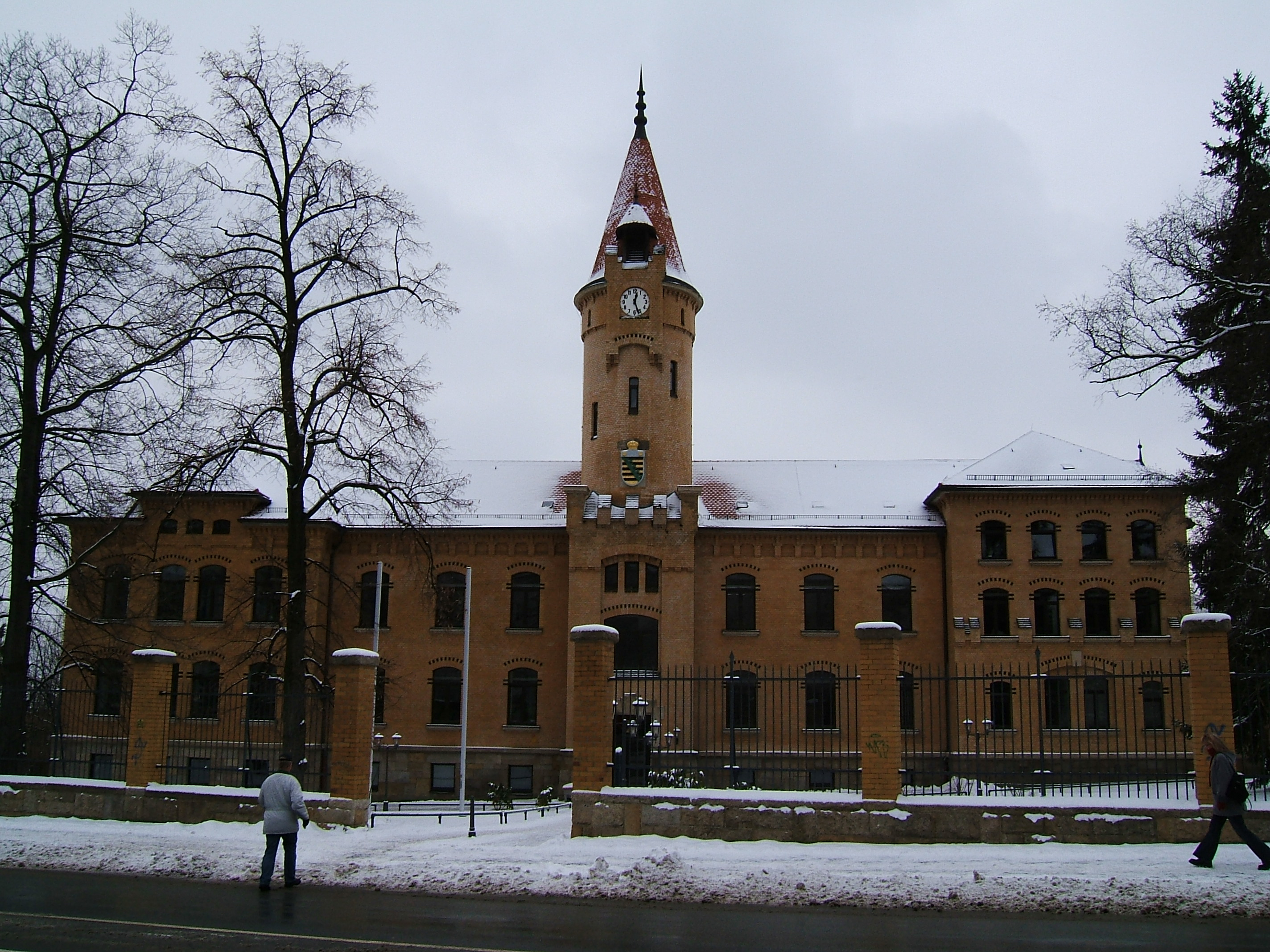
Denkmalgeschütztes Gebäude der ehemaligen Kaserne des 10. Infanterie-Regiment No. 134. Heute Hauptzollamt Erfurt, Außenstelle Plauen

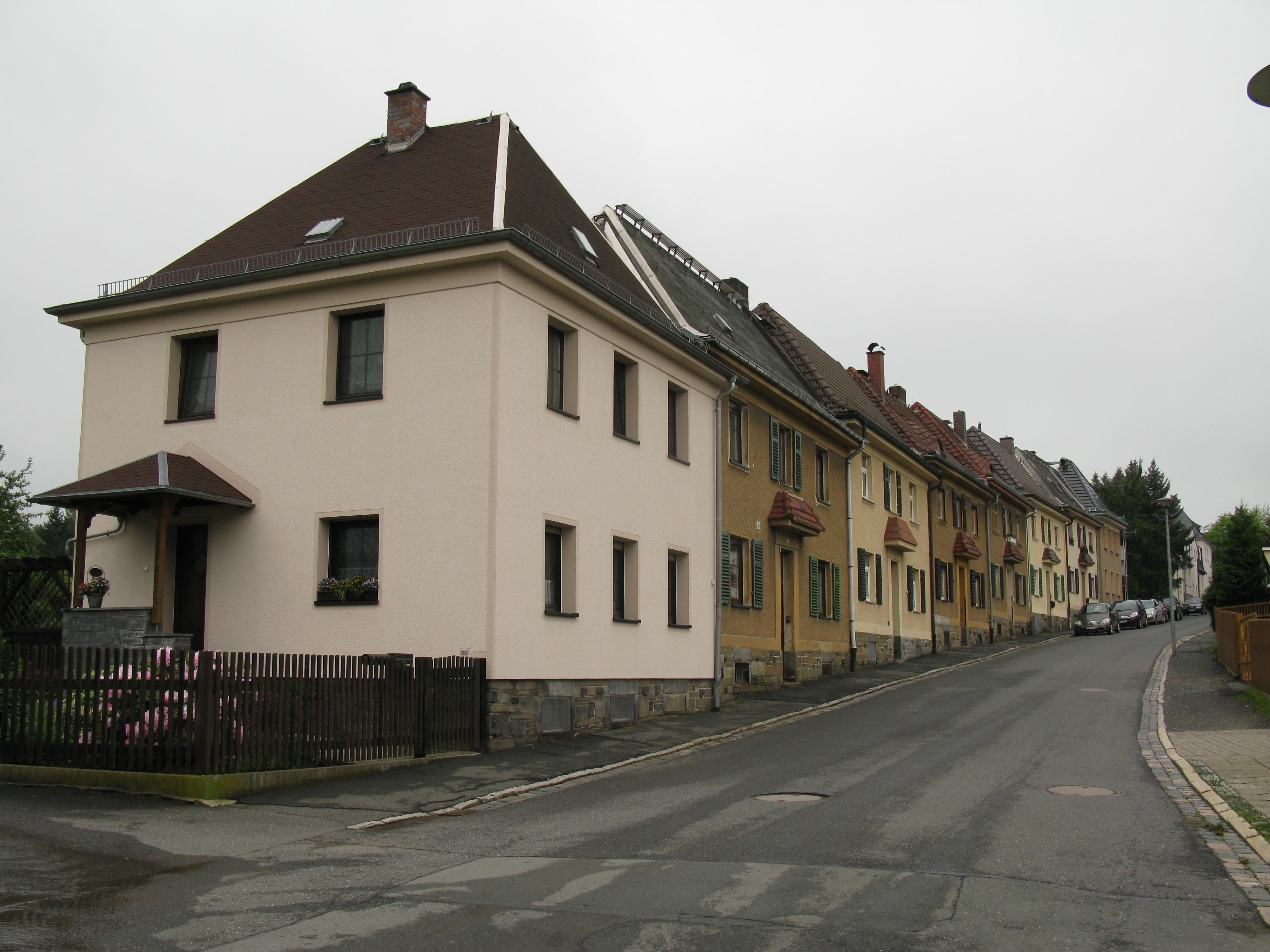
Denkmalgeschützte Häuserzeile in der Vettersstraße

Die Siedlung Neundorf liegt im westlichen Zentrum Plauens und grenzt an vier weitere Stadtteile.
| Neundorf  |                                             | Syratal             |
|           | Kompassrose, die auf Nachbargemeinden zeigt |                     |
| Straßberg |                                             | Neundorfer Vorstadt |

Die östliche Grenze des Stadtteils bildet die Bahnstrecke Plauen–Cheb. Etwa in der Mitte des Stadtteils liegt die ehemalige Kaserne des 10. Infanterie-Regiment No. 134, in der heute ein Behördenzentrum, unter anderem mit dem Amtsgericht Plauen untergebracht ist. Der größte Teil des Stadtteils, insbesondere im südlichen Teil, wird von Eigenheimsiedlungen geprägt.

## Öffentlicher Nahverkehr
In der Nähe des Behördenzentrums befindet sich die Endhaltestelle „Neundorf“ der Straßenbahn Plauen. Von dort fahren Straßenbahnen im 15-Minuten-Takt in die Innenstadt.
Die Siedlung Neundorf wird außerdem von folgenden zweistündlichen RufBus-Linien der Plauener Omnibusbetrieb GmbH bedient:
Stand: 13. Februar 2022
| Linie | Endpunkte                         | Verlauf                                         |
| ----- | --------------------------------- | ----------------------------------------------- |
| 45    | Plauen-Neundorf ↔ Plauen-Neundorf | Zwoschwitz – Kauschwitz – Plauen Park – Rößnitz |
| 47    | Plauen-Neundorf ↔ Weischlitz      | Thossen – Mißlareuth – Reuth – Kloschwitz       |
| 48    | Plauen-Neundorf ↔ Weischlitz      | Kürbitz – Kloschwitz – Possig                   |